# Phoenix Wright: Ace Attorney
Phoenix Wright: Ace Attorney (jap. 逆転裁判 蘇る逆転, Gyakuten saiban – Yomigaeru gyakuten, dt. etwa: „Kehrtwende im Gericht – Die Rückkehr“) ist eine erweiterte Umsetzung für den Nintendo DS des ersten Teils der Gerichtssimulations-Reihe oder vereinzelt auch als Adventure bezeichneten Computerspielreihe Ace Attorney des Videospiel-Herstellers Capcom.

## Handlung
Im ersten Teil schlüpft der Spieler in die Rolle des jungen Strafverteidigers Phoenix Wright, der sich in seiner ersten Gerichtsverhandlung direkt mit einem Mord beschäftigen muss.

## Spielprinzip
Das Spiel enthält fünf spielbare Fälle, von dem der fünfte nur in jeder Version ab dem Nintendo DS, also auch in der Phoenix Wright: Ace Attorney Trilogy spielbar ist und extra für diese programmiert wurde. In diesem fünften Fall macht das Spiel Gebrauch der neuen Nintendo-DS-Features, z. B. Mikrofon usw.
Da das Spiel ursprünglich für den Game Boy Advance erschien, wurde dem Spieler der Nintendo-DS-Version eine verhältnismäßig einfache, aber sehr detailliert gestaltete Spielgrafik geboten. Auch wird in den Fällen lediglich Gebrauch der Spieltasten A, B, X, Y, Select, Start, L und R gemacht. Neu in der Nintendo-DS-Version: Man kann alternativ mit dem Touchscreen spielen. Auch kann teilweise das Mikrofon angewendet werden, was aber nicht zwingend erforderlich ist. Für die Ace Attorney Trilogy wurde die Grafik nochmals verbessert und für alle Konsolen, auf denen diese läuft, spezifische Anpassungen vorgenommen.

## Entwicklungs- und Veröffentlichungsgeschichte
Die Originalversion erschien 2001 für den Game Boy Advance von Nintendo unter dem Namen Gyakuten saiban (逆転裁判) ausschließlich in Japan. 2005 erschien, ebenfalls ausschließlich in Japan, eine PC-Fassung unter demselben Namen. 2005 folgte eine Neufassung für den Nintendo DS, die ein zusätzliches 5. Kapitel enthält. Im Mai 2010 erschien das Spiel außerdem als iOS-Version in englischer Sprache. Zudem wurde das Spiel im Jahr 2014 zusammen mit den beiden direkten Nachfolgern Phoenix Wright: Ace Attorney – Justice for All und Phoenix Wright: Ace Attorney – Trials and Tribulations als Phoenix Wright: Ace Attorney Trilogy ebenso ausschließlich in englischer Sprache auf dem Nintendo 3DS als Download zur Verfügung gestellt. Diese Fassung als Trilogie wurde 2019 auch für Nintendo Switch, PlayStation 4, Xbox One und Microsoft Windows veröffentlicht, bei der eine deutsche Sprachausgabe nachgereicht wurde.

## Rezeption
Phoenix Wright: Ace Attorney erhielt positive Bewertungen. Metacritic aggregiert 53 Rezensionen zu einem Mittelwert von 81.
Das deutschsprachige Online-Fachmagazin Adventure-Treff lobte den „erfrischend neuen“ Ansatz der Gerichtsphasen sowie die „spannenden Fälle“ und den Humor des Spiels. Kritisiert wurde die starke Linearität der Handlung.